# Los Naranjos, Puebla
Los Naranjos är en ort i Mexiko.   Den ligger i kommunen Francisco Z. Mena och delstaten Puebla, i den sydöstra delen av landet, 190 km nordost om huvudstaden Mexico City. Los Naranjos ligger 143 meter över havet och antalet invånare är 396.
Terrängen runt Los Naranjos är varierad. Runt Los Naranjos är det ganska tätbefolkat, med 52 invånare per kvadratkilometer. Närmaste större samhälle är La Ceiba, 13,4 km norr om Los Naranjos. Omgivningarna runt Los Naranjos är en mosaik av jordbruksmark och naturlig växtlighet.